# 第乌战役 (1509年)
第乌战役，有时又叫第二次焦尔战役。它是葡萄牙帝国与奥斯曼人、威尼斯共和国和拉古萨共和国（杜布罗夫尼克）支持下的古吉拉特苏丹国苏丹穆罕默德伯克、埃及马木留克布尔吉苏丹国和卡利卡特扎莫林国的一支联合舰队在1509年2月3日，在印度第乌港附近的阿拉伯海上打的一场海战。
葡萄牙人取得了决定性的胜利：马木留克人和阿拉伯人撤退了，使得葡萄牙人控制印度洋的战略实现得更为轻松，这样他们就能安排拐过了好望角之后的贸易计划，并在由阿拉伯人和威尼斯人控制的传统的香料路线上，经由红海与波斯湾而环绕航行了。这一战之后，葡萄牙人快速地占领了果阿、锡兰、马六甲及奥尔木兹之类的印度洋上的关键港口，严重削弱了埃及的马木留克苏丹国和南亚的古吉拉特苏丹国，极大地帮助了葡萄牙帝国壮大并让它的贸易优势保持了将近一世纪，直到这一优势在荷兰-葡萄牙战争期间被夺走，以及1612年英国东印度公司赢得苏瓦利战役。这一战标志了欧洲人在亚洲的殖民政策的开始。它还标志了地中海一带及中东的基督教势力与伊斯兰教势力的斗争溢出到了印度洋的影响，而印度洋在当时的国际贸易中是最重要的地区。

## 背景
从瓦斯科·达·伽马在1498年抵达了卡利卡特（明朝称古里）起，葡萄牙人（明朝称佛郎机人或佛朗机人）就一直在与卡利卡特进行战斗。葡萄牙人与卡利卡特在当地的对手科钦王国（明朝称柯枝）结盟，并在那里建立了他们的指挥部。古吉拉特（明朝称胡茶辣）的北部地区，主要是肯帕德，则是更为重要：古吉拉特苏丹国是红海、埃及（明朝称米息）与马六甲（明朝称满剌加或麻六甲）之间的东西方贸易中的一个必不可少的中间媒介；古吉拉特人是重要的中间人，他们带来马鲁古群岛的香料和中国（明朝）的丝绸，之后将它们卖给埃及人与阿拉伯人。
在1505年，葡萄牙国王马努埃尔一世派出了他的首任总督堂·弗朗西斯科·德·阿尔梅达以及二十一艘船，来在东非和印度强化羽翼初丰的葡萄牙帝国。当葡萄牙威胁到了古吉拉特的穆罕默德伯克苏丹的领域时，他便与卡利卡特扎莫林国结为了盟友。之后他还请求他的贸易伙伴马木留克苏丹国来帮助他。
在1507年，葡萄牙军队在阿丰索·德·阿尔布克尔克的指挥下，征服了红海口的索科特拉并短暂地占领了波斯湾的奥尔木兹（明朝称忽鲁谟斯或忽鲁谟厮）。葡萄牙人的介入严重地扰乱着印度洋贸易，既威胁着穆斯林的利益，也威胁着威尼斯人的利益，这是因为葡萄牙人在欧洲的香料贸易中变得能够将售价压得低于威尼斯人的。马木留克人与他们的欧洲人贸易伙伴威尼斯人，已经因为垄断了从印度到欧洲的香料流动而变得富有。威尼斯断绝了与葡萄牙的外交关系并派出了一名使节到埃及宫廷，开始考虑反击葡萄牙介入印度洋的方法。威尼斯与马木留克人谈判，期望他们降低埃及的关税，让与葡萄牙人的竞争更为容易。威尼斯还建议采取“快速而秘密的补救”来对付葡萄牙人。卡利卡特的君主，即“扎莫林”，也已派出了一名使节来请求帮忙对付葡萄牙人。
埃及的马木留克士兵几乎没有什么关于海战的专门知识或技能，并且葡萄牙人经常攻击与偷走来自印度的马拉巴尔木材补给，所以马木留克苏丹阿什拉夫·坎蘇·葛里又恳请奥斯曼人相助。奥斯曼苏丹巴耶济德二世──他的海军曾在1492年帮助过被西班牙宗教裁判所驱逐走的西班牙摩尔人和西班牙系犹太人──他将地中海型战争大桨船提供给了埃及。这些大桨船由希腊水手和奥斯曼志愿兵操纵，而这些奥斯曼志愿兵主要是土耳其佣兵和劫掠者。这些船只由威尼斯修船工帮忙在亚历山大港拆解和在红海海岸重新组装，之后它们将不得不勇敢面对印度洋。大桨船上的战士们能够在船头和船尾安装轻型枪炮，但却不能沿舷缘安装，因为这些大炮会干扰到划手们。埃及本土的船只（阿拉伯独桅帆船）是将木板缝合在一起而成的，这种船根本不能装载重型枪炮。因此，这个联盟的炮兵部队的大多数人仅仅是弓箭手，葡萄牙人能在射击效果上轻松地胜过他们。
对于埃及-奥斯曼舰队，葡萄牙人用通称“鲁姆人”（葡萄牙语复数：Rumes，明朝则称鲁密或噜密）来称呼他们。这支舰队在1507年被派往印度去支持古吉拉特。他们先是在吉达筑堡来应对可能的葡萄牙人的攻击，之后他们经过了红海顶端的亚丁（明朝称阿丹），并在那里得到了塔希尔苏丹的支持。之后，在1508年，他们穿越了印度洋，驶向肯帕德湾口的第乌城港口。
在1508年3月，在马木留克舰队长阿米尔·侯赛因·库尔迪（葡萄牙人称米罗森，葡萄牙语：Mirocem）的指挥下，埃及马木留克舰队抵达了印度焦尔，在那里，他们正好意外撞见了葡萄牙总督之子洛伦索·德·阿尔梅达指挥的一支葡萄牙舰队。在古吉拉特舰队长兼第乌总督马利克·艾亚兹的加入下，他们战斗了超过三天并赢得了焦尔战役。埃及舰队孤立了洛伦索·德·阿尔梅达的船，而让其他船逃走，并将九名俘虏带回了第乌。记述古吉拉特王国的波斯语记述文《西坎达尔之镜》将这场战役作为一场不重要的小冲突而进行了详述。抓到了这些战俘之后，他们向第乌进发。葡萄牙总督弗朗西斯科·德·阿尔梅达愤怒于儿子之死，寻求着复仇的机会。

### 战役前兆
在印度的整个香料贸易中，第乌是一个关键的前哨。葡萄牙人想要与印度建立贸易，就要突破这一重兵把守而利润丰厚的贸易网络。这场战役不仅是为了加强葡萄牙的统治，也被当作一件私事来进行，即葡萄牙总督弗朗西斯科·德·阿尔梅达为儿子洛伦索死于米罗森（阿米尔·侯赛因·库尔迪）手下而复仇。弗朗西斯科·德·阿尔梅达对儿子之死非常愤怒，以至于他被认为说过“吃掉小鸡的人必须也将老鸡吃掉，不然就要付出代价”。弗朗西斯科·德·阿尔梅达匆忙去追捕埃及舰队，因为阿丰索·德·阿尔布克尔克在1508年12月6日抵达并带来了葡萄牙国王的命令，那就是接替他成为下任总督。弗朗西斯科·德·阿尔梅达为了实现他的这件私事，在被告知了国王的命令之后，竟将阿丰索·德·阿尔布克尔克投入了监牢，之后动身前去战斗。
马利克·艾亚兹意识到他的城池正危险当头，于是一边准备防御，一边写信来安抚这位总督，陈述了那些战俘在自己那里，以及他儿子是如何勇敢战斗的。马利克·艾亚兹还附上了一封来自葡萄牙人战俘们的信，信上说他们受到了优待。葡萄牙总督回复了马利克·艾亚兹（葡萄牙人称梅利克阿兹，葡萄牙语：Meliqueaz）一封恭敬而带着威胁的信，陈述了他的复仇之意，让对方最好投入全部军力并准备好战斗，不然他就会摧毁第乌：
|  | 尊敬的第乌首领马利克·艾亚兹，本总督会带着我的骑士们到你的城市，带走在那里受欢迎的人，带走在焦尔与我的人们战斗并杀死了我儿子的人，并且我带着天神的希望而来，来向他们和那些援助他们的人们复仇。如果我找不到他们，我就会夺走你的城，来为一切作出赔偿，还要向你复仇，因为你在焦尔对阿米尔的相助。你现在知道我的意图了，我在孟买，送信的使者也会告诉你。英文版葡文版 |

在进退两难的困境中──马利克·艾亚兹害怕他的城池被摧毁，而米罗森正位于其中──联盟军队面向着葡萄牙军队。

## 战役
葡萄牙人有十八艘船只，由总督指挥，其士兵约有1500名葡萄牙人和400名来自科钦的本地战斗人员。盟军一方有一百艘船，但是只有十二艘是大船，其余的则是吃水很浅的小船。埃及人在发现了葡萄牙人从科钦往北而来时，由于惧怕对方在技术上的优势，他们决定利用第乌港及其堡垒火炮的优势。或许是因为由于埃及人习惯于依托地中海上海湾的庇护，他们在港口下锚并等着葡萄牙人来攻击。在那里他们还依靠陆上火炮增援来战胜敌人。葡萄牙人使用他们的舰载火炮，以一场大规模的海上轰炸开始了战役，接着便是在第乌海港的白刃战。
葡萄牙船有口径更大的枪炮、更优秀的炮手，并且他们的船只被建造得更好，被操纵得也更好。葡萄牙人的海军步兵也优于埃及马木留克人，这不仅仅是因为他们是重装的（甲冑、火绳枪，还有一种用黏土加火药制成的手榴弹），还因为他们是老练的专业水兵。
牢固而多桅的葡萄牙武装商船和轻快帆船有着当时最先进的水平。它们在之前的数十年的与大西洋的风暴的搏击中得到了历练，每艘船上均架有数门大炮。扎莫林、古吉拉特与埃及联军所投入的更小的印度洋阿拉伯独桅帆船和地中海型大桨船则比不上葡萄牙船只。阿尔梅达的舰队开炮迎击，联军的小型舰船根本无法靠近，即便是靠近，也由于过度矮小，无法登陆。就算那些更小的大桨船和阿拉伯独桅帆船真地靠近了，由于位于水面低处，它们的船员也无法登上葡萄牙船只，并且还被小型武器、手榴弹及小口径炮迎头痛击。

## 余波

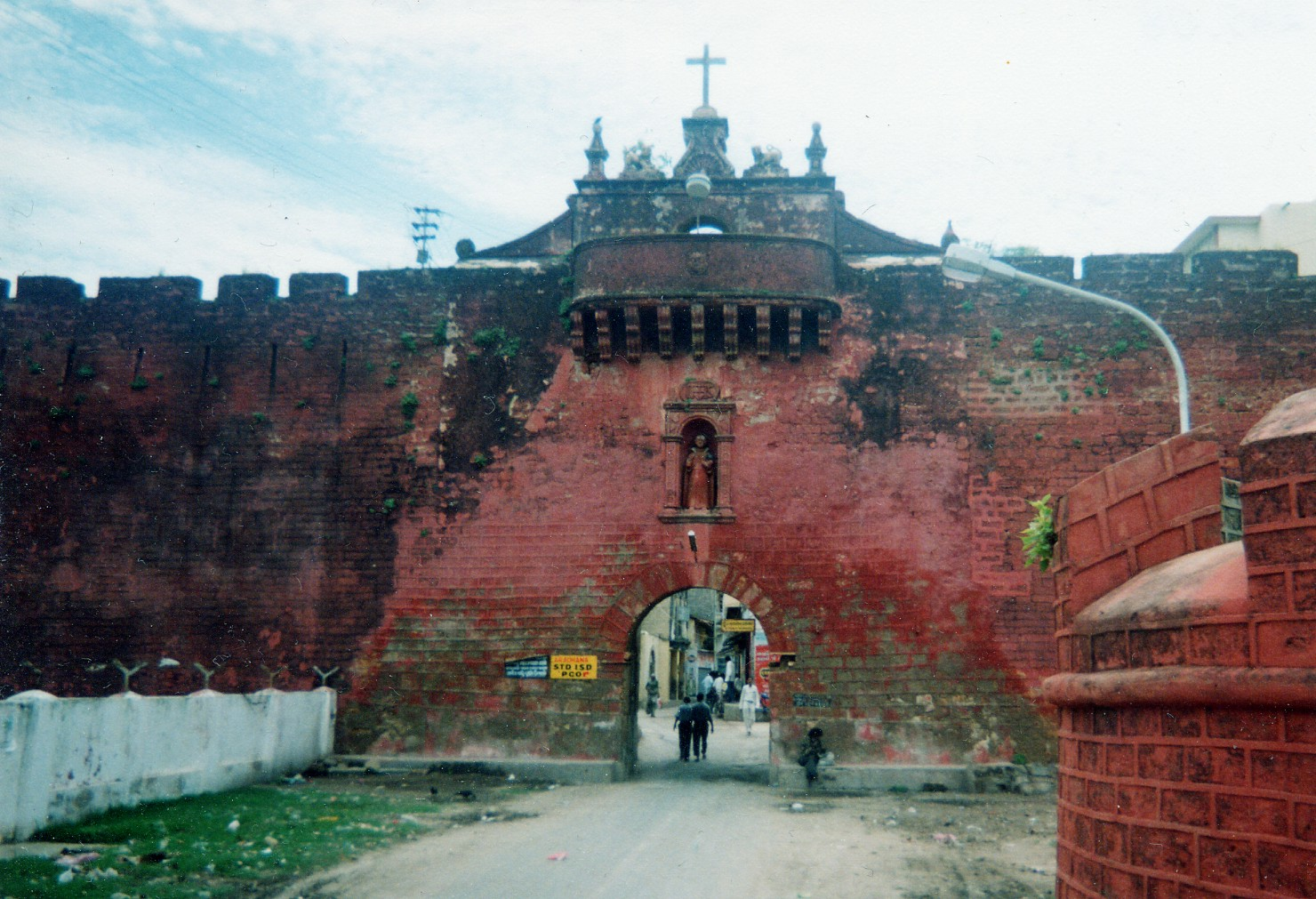
当莫卧儿皇帝胡马雍发动战争以图吞并这块领地之时，葡萄牙人与巴哈杜尔·沙 (古吉拉特)签订了《伯塞恩条约 (1534年)》，缔结了防御联盟，此后第乌堡最终在1535年被建造。葡萄牙人在1521年和1531年都曾企图武力夺取这座岛，但都失败了。

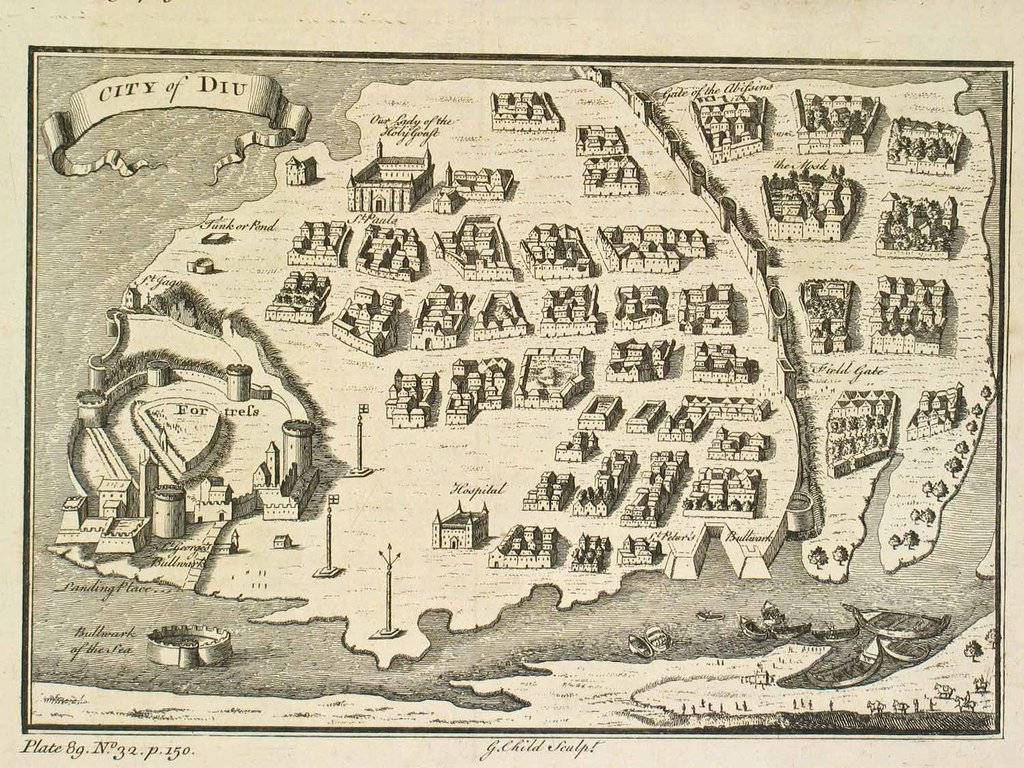
第乌城与葡萄牙人堡垒（英国人雕刻，1729年）。

该战役以葡萄牙人获胜而告终，古吉拉特-马木留克-卡利卡特联军一方则损失惨重，他们勇敢战斗，但最终依然惨败。之后，马利克·艾亚兹交出了之前焦尔的俘虏。意外的，任期将至的弗朗西斯科·德·阿尔梅达拒绝了在第乌建造一座葡萄牙堡垒的提议。即便葡萄牙王国热切希望，但他在位之时还是将此事压了下去。
这场战役的战利品包括了开罗马木留克苏丹的三面王旗。这些战利品全都被送到了葡萄牙，时至今日依然被展示在圣殿骑士的精神家园──托马尔镇的基督女修道院。阿尔梅达认为驻守第乌城花费很大的代价，拒绝了建立第乌堡垒的提议，取而代之是获得了300,000金谢拉芬的赔偿，但是他依然在此处安排了一只驻军。此前焦尔战役的葡萄牙战俘也被悉数救出。相反，葡萄牙人对埃及俘虏进行了残暴的虐杀。他们中的大多数人被吊死，烧死，或者将他们绑在炮口，再撕扯成碎片。他借此来为儿子的死复仇。在赢得这场战役后，阿尔梅达说道：“只要海上足够强大，印度就在你们之手；相反，如果你们不够强大，再大的堡垒也无济于事。”意外的是，在将自己的总督职位移交给继任者堂·阿丰索·德·阿尔布克尔克之后，阿尔梅达在1509年11月反回前往葡萄牙，却在12月被科伊科伊部落杀死在非洲好望角。
这场战役并没有结束葡萄牙人与奥斯曼人的对抗。1535年葡萄牙人在第乌建造了一座堡垒。在第乌战役30年后，第二次海战在1538年的第乌围城战中发生。土耳其人用54艘船发动了攻城战，但是在遭受了重创之后，他们放弃了围城。苏莱曼一世，即苏莱曼大帝，在1547年派出了他的舰队长侯赛因帕夏，以图再次围攻第乌堡再次以失败告终，这也标志了奥斯曼人的将他们的影响扩张到印度洋的企图的终结。

## 战役序列

### 马木留克埃及-奥斯曼-古吉拉特舰队
- 12艘大船（6艘土耳其武装商船与6艘土耳其大桨船）以及超过80艘卡利卡特扎莫林国阿拉伯独桅帆船

### 葡萄牙船只
- 5艘武装商船（葡萄牙语复数：Naus）：海花号（英语：Frol de la mar）（Frol de la Mar）：总督旗舰；圣灵号（Espírito Santo）：努诺·瓦兹·佩雷拉船长（Nuno Vaz Pereira）；贝伦号（Belém）：若尔热·德·梅洛·佩雷拉（Jorge de Melo Pereira）：大王号（Grande Rei）：弗朗西斯科·德·塔沃拉（Francisco de Távora）；大塔福雷阿号（Grande Taforea）：费尔南·德·麦哲伦（Fernão de Magalhães）
- 4艘小型武装商船（葡萄牙语复数：Naus Mais Pequenas）：小塔福雷阿号（Pequena Taforea）：加西亚·德·索萨（Garcia de Sousa）；圣安东尼奥号（Santo António）：马丁·科埃略（Martim Coelho）；小王号（Pequeno Rei）：马努埃尔·特莱斯·巴雷托（Manuel Teles Barreto）；安多里尼奥号（Andorinho）：堂·安东尼奥·德·诺罗尼亚（Dom António de Noronha）
- 4艘圆形轻快帆船（英语：Square Rigged Caravel）（葡萄牙语复数：Caravelas Redondas）：安东尼奥·多·坎波船长（António do Campo）；佩罗·康船长（Pêro Cão）；菲利佩·罗德里格斯船长（Filipe Rodrigues）；鲁伊·索阿雷斯船长（Rui Soares）
- 2艘拉丁轻快帆船（葡萄牙语复数：Caravelas Latinas）：阿尔瓦罗·帕萨尼亚船长（Alvaro Paçanha）；路易斯·普雷托船长（Luís Preto）
- 2艘大桨船（葡萄牙语复数：Galés）：派奥·罗德里格斯·德·索萨船长（Paio Rodrigues de Sousa）；迪奥戈·皮雷斯·德·米兰达船长（Diogo Pires de Miranda）
- 1艘双桅帆船（葡萄牙语单数：bergantim）：西芒·马丁斯船长（Simão Martins）

## 扩展阅读
- de Camões, Luís, , Oxford: Oxford University Press: 254, 2002, ISBN 0-19-280151-1.
- Subrahmanyan, Sanjay, , London: Longmans, 1993, ISBN 0-582-05068-5.
- Brummett, Palmira, , New York: SUNY Press, 1994, ISBN 0-7914-1701-8.
- Kuzhippalli-Skaria, Mathew, , New Delhi: Mittal Publishers & Distr., 1986.
- Monteiro, Saturnino, , Lisbon: Editora Sá da Costa, 2011.
- Kerr, Robert, , Project Gutenberg at University of Columbia, 1881  [2014-07-17], （原始内容存档于2021-03-09）.
- Pissarra, José, , Lisbon: Tribuna da História, 2002  [2021-09-11], ISBN 9789728563851, （原始内容存档于2021-11-25）

20°N 71°E / 20°N 71°E